# Apsaras

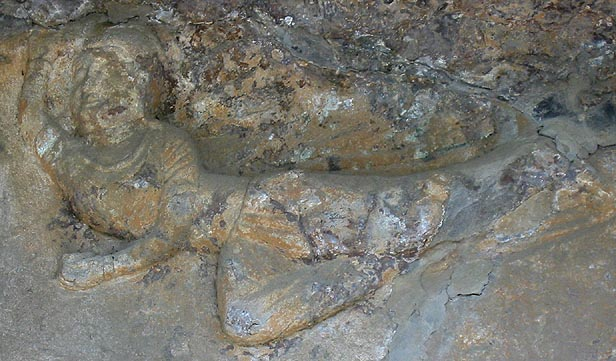
Un'apsarā dalle Grotte di Longmen a Luoyang, Cina

Un'apsarā (in sanscrito अप्सरा, plurale: अप्सरस्, apsaras) o accarā (in pali अच्छरा, accarā) è uno spirito femmina delle nubi e delle acque nelle mitologie indù e buddista, come attesta l'etimologia del nome ap ("acqua") e sar ("muoversi").

## Le Apsaras nell'induismo
Nel Rig Veda (il più antico dei Veda, risalente al 1200 a.C.), si incontra una sola Apsaras, moglie di Gandharva, che è la personificazione della luce del sole ed è addetto alla preparazione del soma, la bevanda degli dei; negli scritti più tardi invece vi sono numerose apsaras, create dal Signore Brahmā, che fungono da ancelle di Indra o da damigelle celesti della sua corte, che danzano al cospetto del suo trono.
Possono assumere qualunque forma umana, animale o vegetale e spesso appaiono con le sembianze di un cigno. Nel Brahamana le Apsaras risiedono all'interno di alberi sacri, radicandosi sempre più nella natura.
Per quanto riguarda la loro origine esistono versioni molto differenti: secondo un mito sarebbero apparse nel corso della "zangolatura dell'Oceano" primordiale, mentre in base ad altri racconti sarebbero state procreate direttamente da Brahmā.
Il Natya Shastra elenca le seguenti Apsaras: Manjukesi, Sukesi, Misrakesi, Sulochana, Saudamini, Devadatta, Devasena, Manorama, Sudati, Sundari, Vigagdha, Vividha, Budha, Sumala, Santati, Sunanda, Sumukhi, Magadhi, Arjuni, Sarala, Kerala, Dhrti, Nanda, Supuskala, Supuspamala e Kalabha.

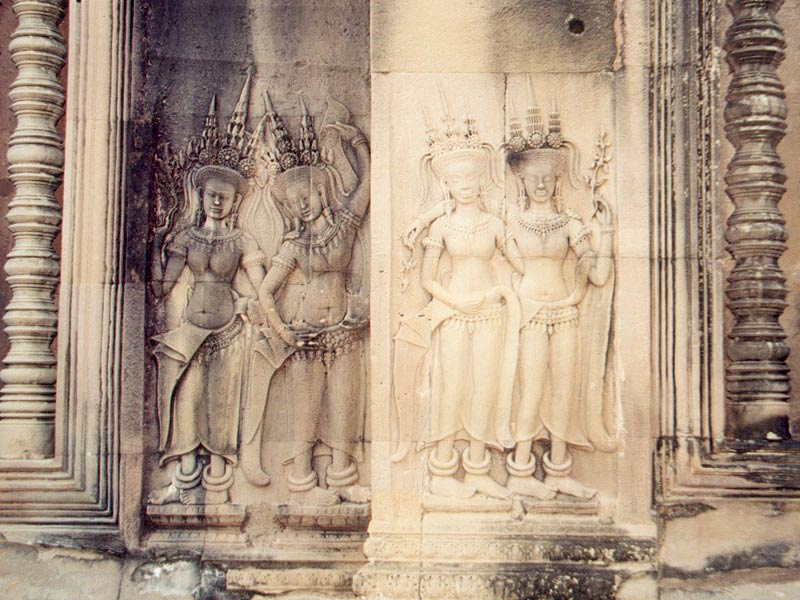
Bassorilievo raffigurante delle apsaras da Angkor Wat, Cambogia

Delle Apsaras viene detto che sono capaci di cambiare a piacimento il proprio aspetto e che in particolare hanno il potere sulla fortuna al gioco e nelle scommesse. Le più famose tra le Apsaras sono Urvaśī, Menakā, Rambhā e Tilottamā, che sono molto versate nelle arti della musica e della danza, i loro strumenti preferiti sono il cembalo e il flauto. In più di un'occasione esse vennero mandate da Indra sulla terra allo scopo di sedurre e distogliere dalla retta via quei saggi che, per la loro continenza e costanza nella ricerca della perfezione, rischiavano di diventare una minaccia per la supremazia dello stesso Indra o di altre divinità. Per esempio, nel Rāmāyaṇa si narra di come Indra abbia inviato l'Apsaras Menaka dal brahmano Viśvāmitra per distrarlo dalle sue meditazioni, compito questo che essa eseguì con successo.
Il numero totale di Apsaras alla corte di Indra è di 26, ciascuna delle quali rappresenta un aspetto particolare delle arti dello spettacolo. In un certo senso le si può paragonare alle Muse dell'antica Grecia.
Per il loro legame con la Natura si possono tuttavia paragonare anche alle ninfe, Driadi, Naiadi, ecc.
Apsaras sono le mogli dei Gandharva, anch'essi moltiplicatisi rispetto all'unico Gandharva del Rig Veda e rappresentati come servitori della corte di Indra.  Esse danzavano alla musica eseguita dai loro mariti, perlopiù nei palazzi delle varie divinità.
Uno dei loro doveri è quello di guidare in paradiso gli eroi caduti in battaglia (paragonabili quindi anche alle Valchirie della mitologia norrena), di cui quindi divengono le consorti. Si distinguono in daivika ("divine") o laukika ("terrene").
L'Apsaras veniva associata ai riti di fertilità. Nell'induismo, le Apsaras di rango inferiore (dette anche Vṛkṣakas, Driadi o Fate dei boschi) vengono a volte considerate spiriti della natura, che in certe occasioni ammaliavano gli uomini causandone la morte; per qualcosa di analogo, si vedano le Rusalki slave.
Molti nomi di Apsaras, tramandati nei vari testi epici indiani, in particolare il Mahābhārata e il Rāmāyaṇa, sono oggi diventati diffusi nomi di donna in India, ad esempio: Urvashi (la più bella delle Apsaras), Menaka, Rambha, Parnika, Parnita, Subhuja, Vishala, Vasumati (Apsaras "di splendore incomparabile") e Surotama.
Le Apsaras vengono spesso raffigurate anche nell'arte buddista, fino in Cambogia e in Cina, anche se il loro uso come decorazione comune è un'innovazione khmer. Sono un motivo decorativo frequente nei templi di Angkor.

### Le Apsaras ad Angkor

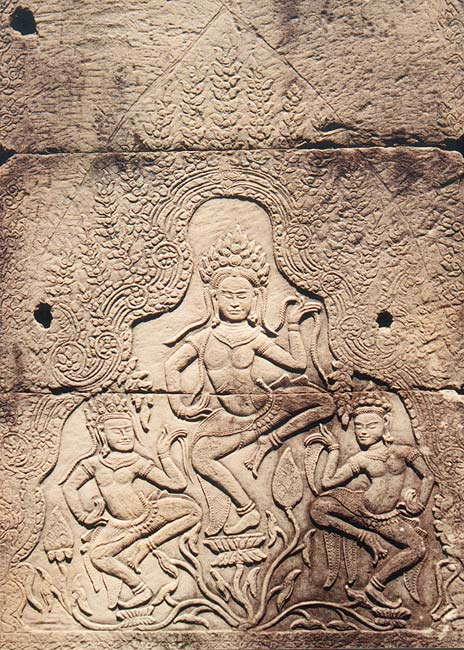
Quattro delle circa 1850 Apsaras di Angkor Wat, Cambogia)

Le Apsaras ebbero un particolare rilievo nella mitologia khmer all'epoca dell'Impero Khmer di Kambuja, la cui capitale è oggi nota col nome di Angkor (IX - XV secolo, Cambogia). La leggenda vuole che il re Jayavarman II, considerato il fondatore del regno di Kambuja, abbia ricevuto il regno da Indra, il re degli dei, e che nella medesima circostanza le Apsaras avrebbero insegnato al popolo di Kambuja l'arte della danza.
Raffigurazioni delle celesti semidee danzanti vennero incise nella pietra su molte pareti dei templi di Angkor. Solo in quello di Angkor Wat si contano in totale circa 1850 immagini, di cui nessuna è uguale all'altra.
La tradizione della danza di corte cambogiana, a volte denominata "danza Apsara", risale alla corte imperiale di Angkor. Questa danza, artisticamente molto elaborata, ha poi avuto anche un grande influsso sullo sviluppo della danza tailandese, che è oggi più nota in occidente.

## Le Apsaras nel Buddismo

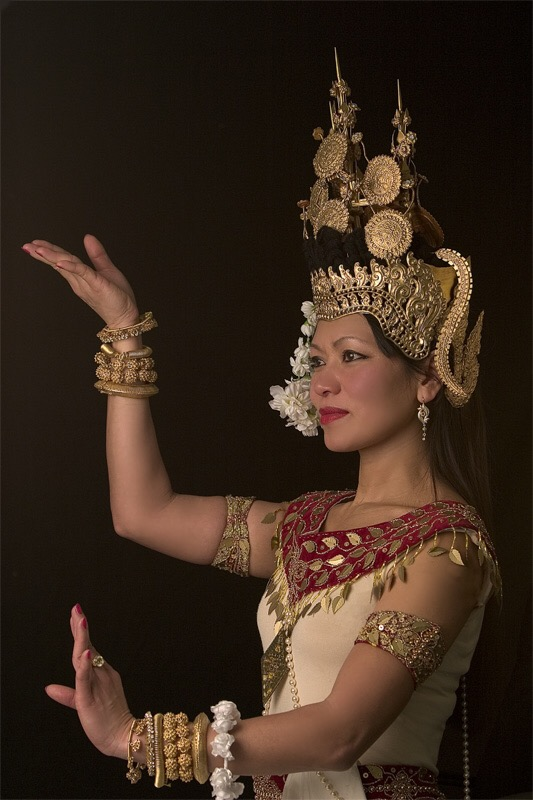
Danzatrice cambogiana di danza Apsara

In generale, nel buddhismo le divinità e le creature celesti occupano un ruolo secondario e poco significativo. Vengono considerate esseri che si trovano su di un piano di esistenza diverso dagli uomini, ma anch'esse, come gli abitanti della terra, debbono soggiacere al ciclo di vita, morte e reincarnazione (Saṃsāra). Secondo la dottrina buddista il godimento delle Apsaras costituisce il premio dei beati nei paradisi inferiori (devaloka),
Le Apsaras si trovano, tra l'altro, in un racconto dei Jātaka ("Storie della nascita") in cui vengono narrate vicende del Buddha nelle sue vite precedenti. Il Catudvara-Jataka racconta di  Mittavinda avido e dedito ai piaceri mondani, che nel corso dei suoi viaggi incontra, tra gli altri, anche alcune Apsaras. Alla fine viene poi istruito dal Buddha - in qualità di Bodhisattva in una delle sue precedenti reincarnazioni - sul fatto che tutti i piaceri mondani sono transeunti.
È soprattutto in Estremo Oriente e in Indocina che le Apsaras, all'interno di un processo di sincretismo vengono inserite anch'esse nell'iconografia buddista. Loro rappresentazioni si trovano così anche all'interno di edifici di culto buddisti, tra l'altro in Cina, Cambogia, Thailandia e Indonesia.

## Riferimenti
- Questo articolo contiene materiali provenienti dall'11ª edizione dell'Encyclopædia Britannica, attualmente di pubblico dominio.